# Roybon
Roybon is een gemeente in het Franse departement Isère (regio Auvergne-Rhône-Alpes). De plaats maakt deel uit van het arrondissement Grenoble. Roybon telde op 1 januari 2022 1.103 inwoners.

## Geografie
De oppervlakte van Roybon bedroeg op 1 januari 2022 67,31 vierkante kilometer; de bevolkingsdichtheid was toen 16,4 inwoners per km².

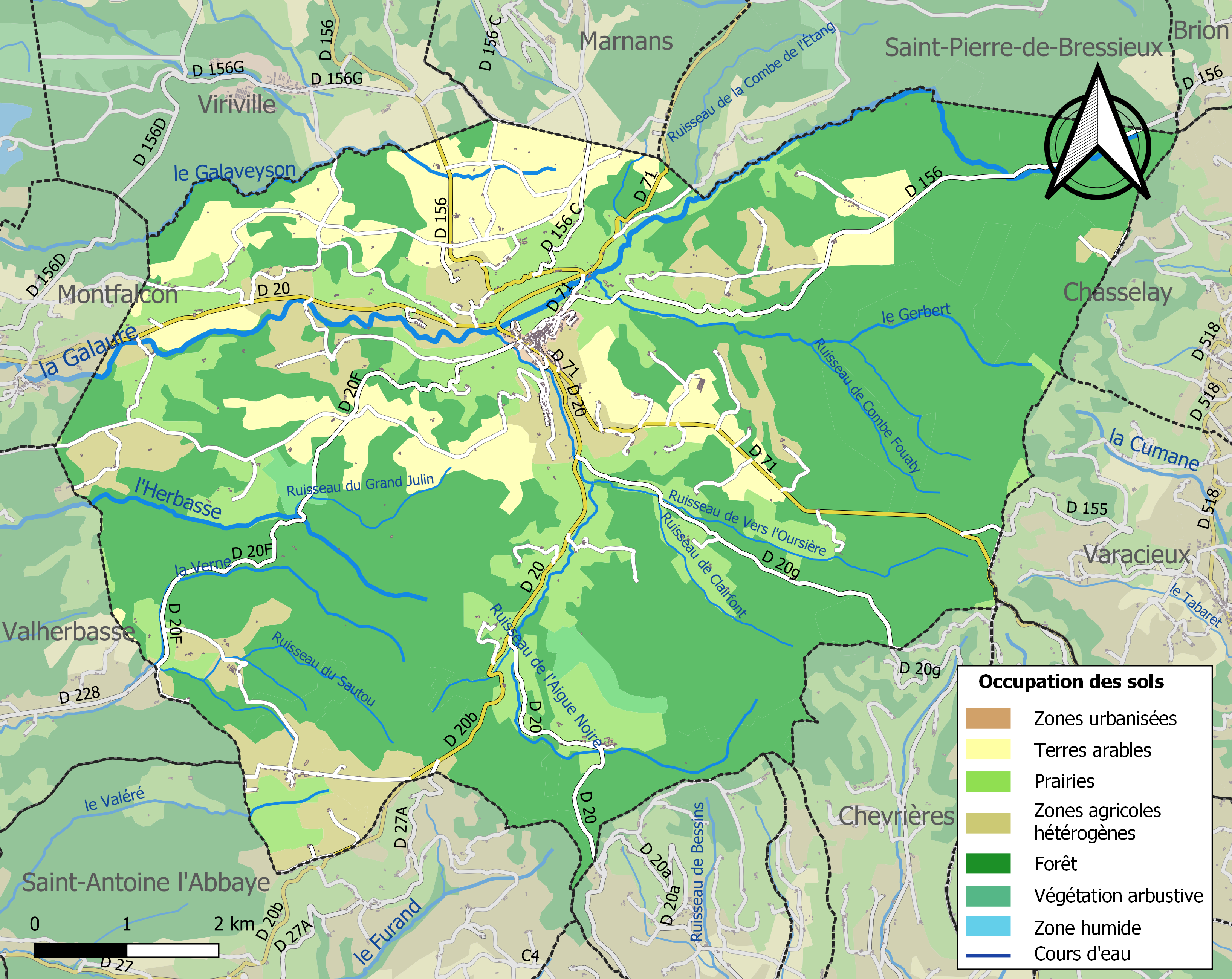
Kaart van de gemeente met de belangrijkste infrastructuur, bodemgebruik en omliggende gemeenten

## Demografie
Onderstaande figuur toont het verloop van het inwonertal (bron: INSEE-tellingen).